# Naturschutzgebiet Zengermoos

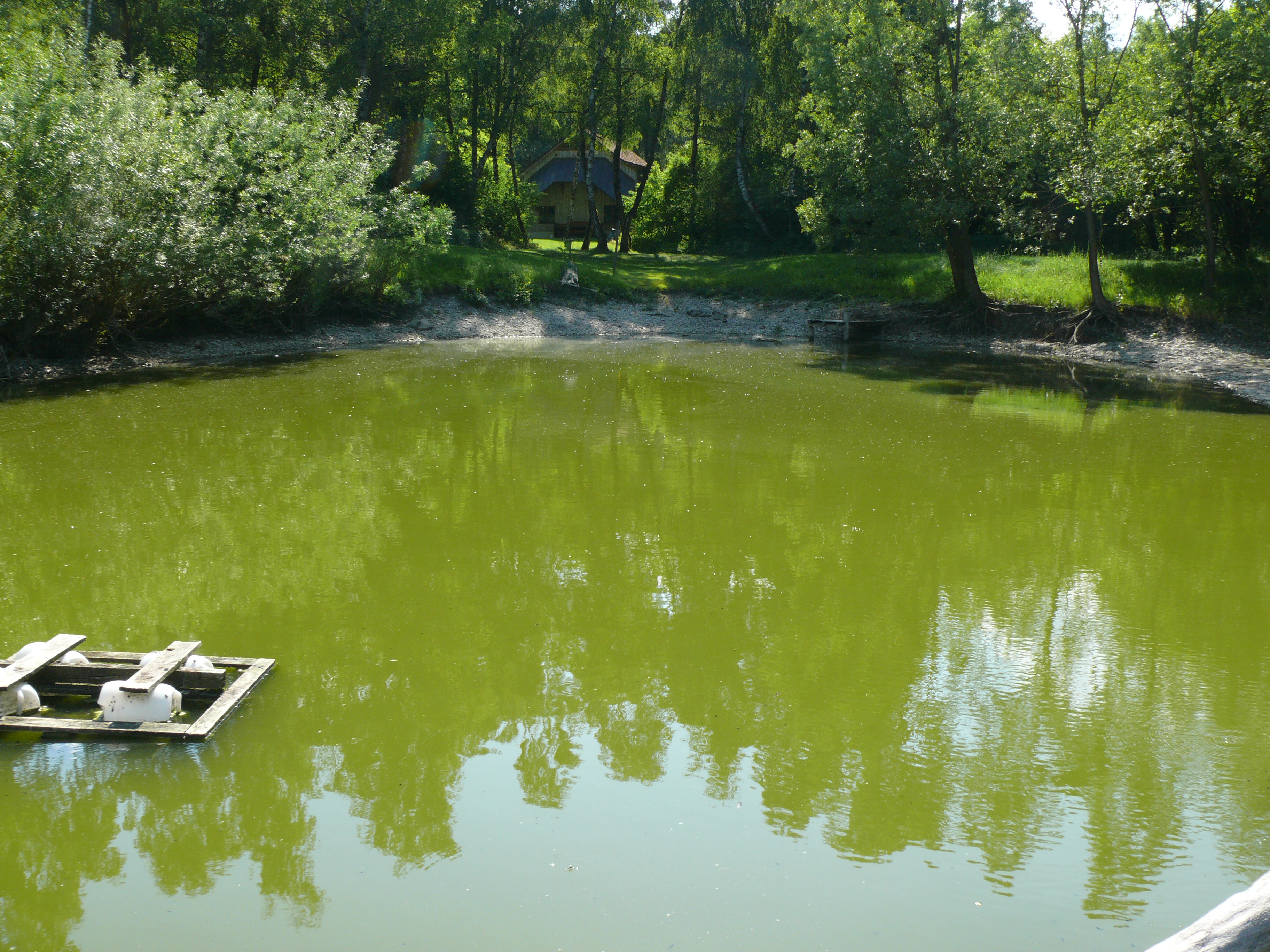
Tümpel im Südosten des Zengermooses mit Forst- und Jagdhütte im Hintergrund

Das 251 ha große Naturschutzgebiet Zengermoos (NSG-00491.01) befindet sich im Erdinger Moos südöstlich von Hallbergmoos und nördlich der B 388 an der Landkreisgrenze kurz vor der Ortschaft Zengermoos. Es liegt fast vollständig auf dem Gebiet der Gemeinde Moosinning (Landkreis Erding).
Es handelt sich um eines der größten zusammenhängenden Birkenwaldökosysteme in Bayern. Die ungestörte Moorwaldentwicklung fand auf abgetorftem Kalkniedermoorgebiet statt. Teilweise gibt es Übergänge zu Birken-Eichen-Hainbuchen-Feuchtwald. Im südlichen Teil gibt es noch etliche Fichtenmonokulturen, die aus der Zeit vor der Unterschutzstellung 2002 stammen. Der Wald darf auch jetzt noch genutzt werden. Im Südosten gibt es eine 150 m² große Forst- und Jagdhütte, die Ende der 1990er Jahre anstelle von mehreren kleinen Schwarzbauten errichtet wurde.